# Kelheim

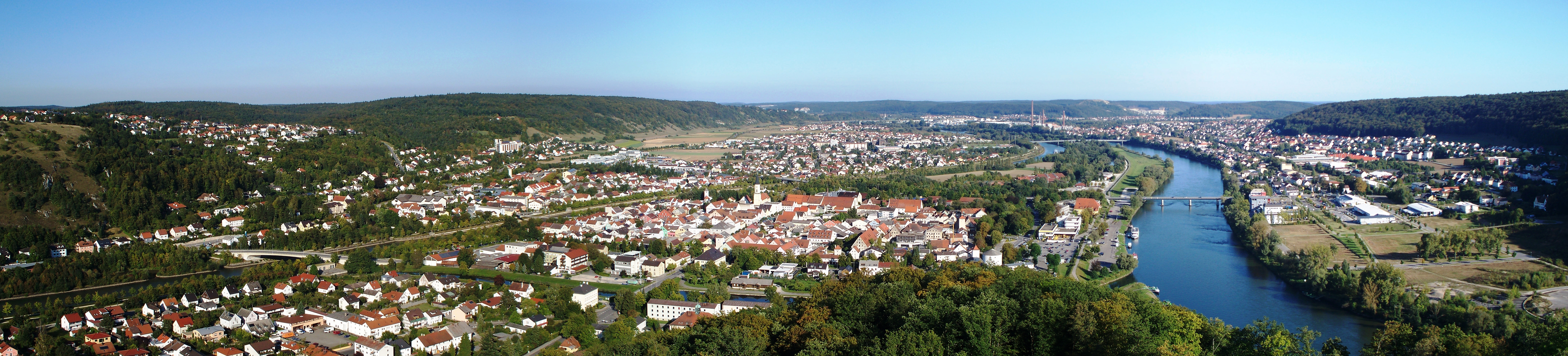
Panorama

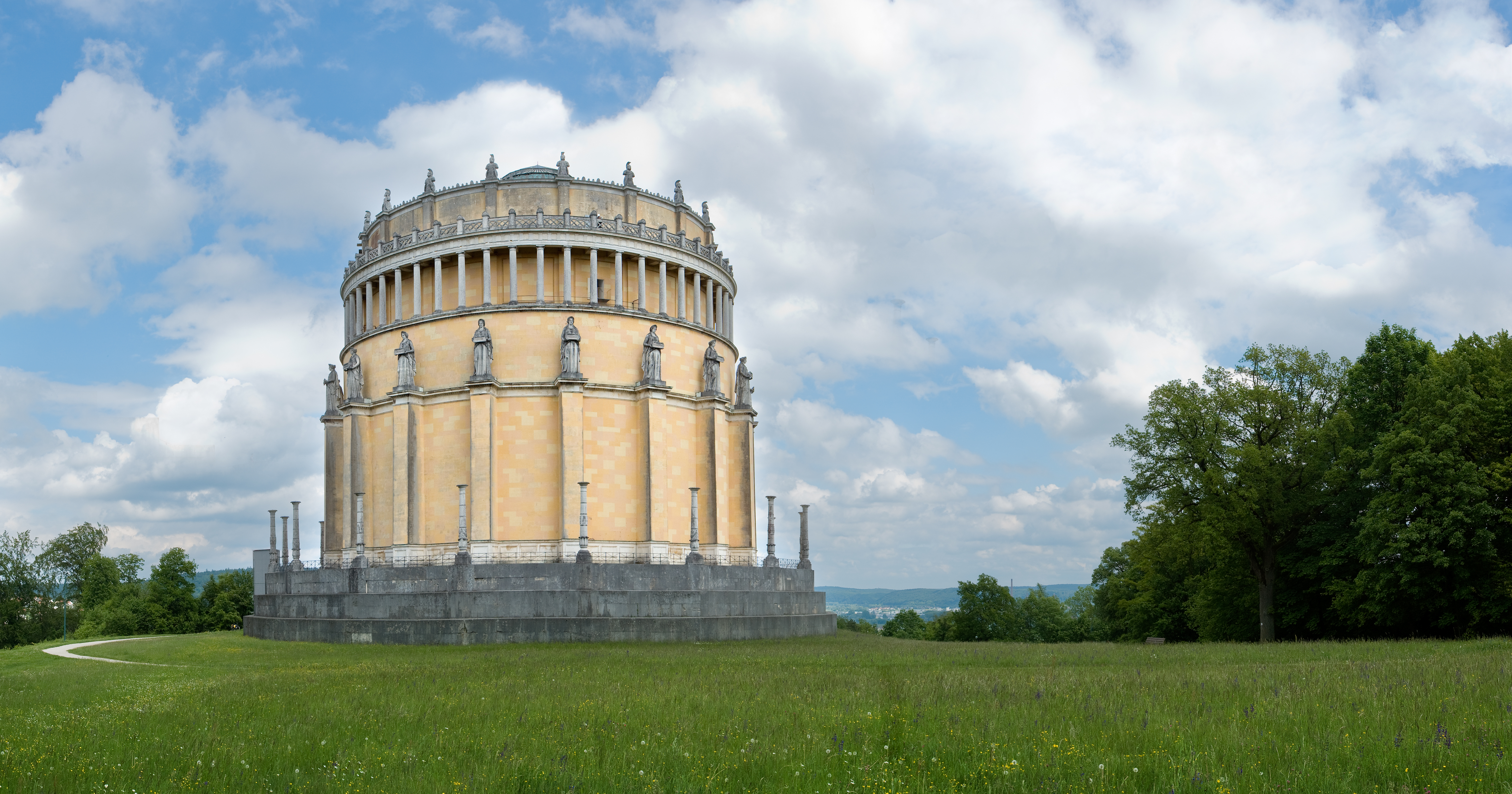
Befreiungshalle

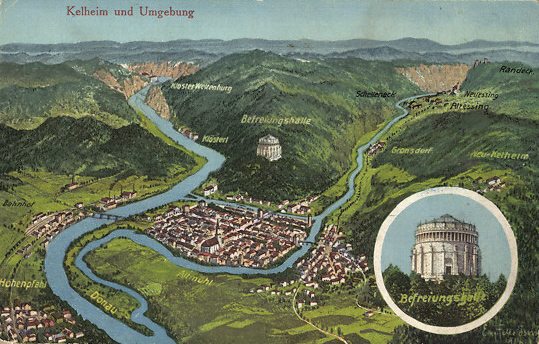
Postal antigua con vista de la ciudad y el Hall de la Liberación

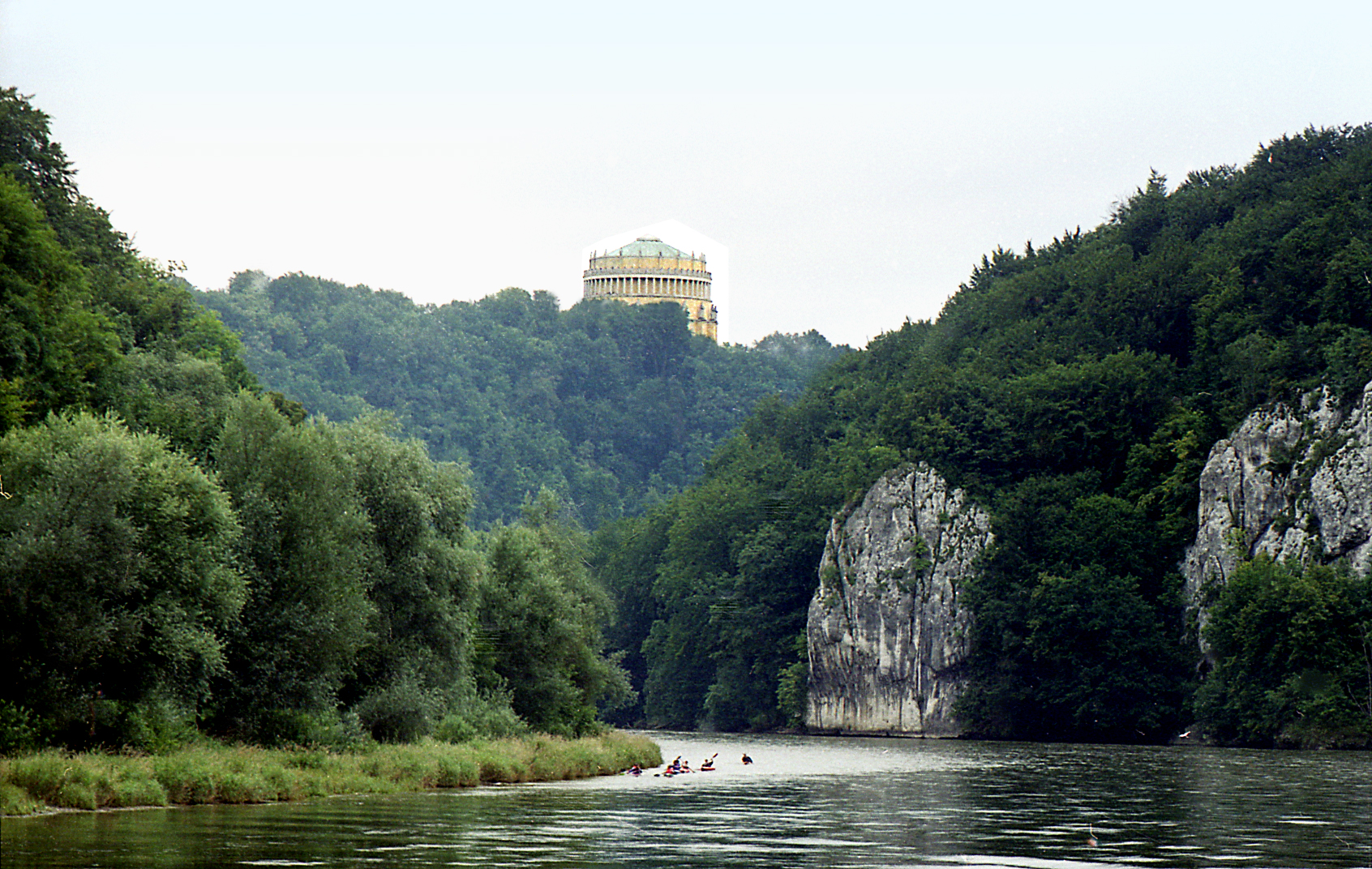
El Befreiungshalle desde las Gargantas del Danubio

Kelheim (pronunciación alemana: /ˈkeːlhaɪ̯m/ⓘ) es una ciudad de Baviera, situada en la confluencia del Danubio y el Altmühl vecina a Ratisbona e Ingolstadt, con una población de 15,667 en el distrito administrativo de la Baja Baviera.
La primera referencia escrita data de 866- 879 como sede del Kelheim Kelsgaugrafen. En el siglo XI, entró en posesión de la familia Wittelsbach.
Los derechos de la ciudad Kelheim (Cheleheim) fueron concedidos en 1181 por Otón I. 
Se convirtió en un importante centro comercial, donde se comercializaban especialmente vino, sal, pescado, ganado, piedras y madera.
En 1846 se abrió la entrada del Canal Ludwig-Danubio-Main. En 1882 siguió a la creación de una planta de rama de la planta de celulosa Waldhof y más tarde, en 1927 se establecieron la fábrica de parquet AG.
Su mayor atracción es el Befreiungshalle ("Sala de la liberación"), un monumento histórico neoclásico sobre el monte Michelsberg. 
G. Schneider & Sohn tiene la planta cervecera en la ciudad fundada en 1607, es la más antigua productora de cerveza blanca (Weissbier) de Baviera. 
Las operaciones fueron mudadas desde Múnich después de la destrucción en 1944 por los bombardeos de la Segunda Guerra Mundial, concentrándose totalmente en Kelheim.

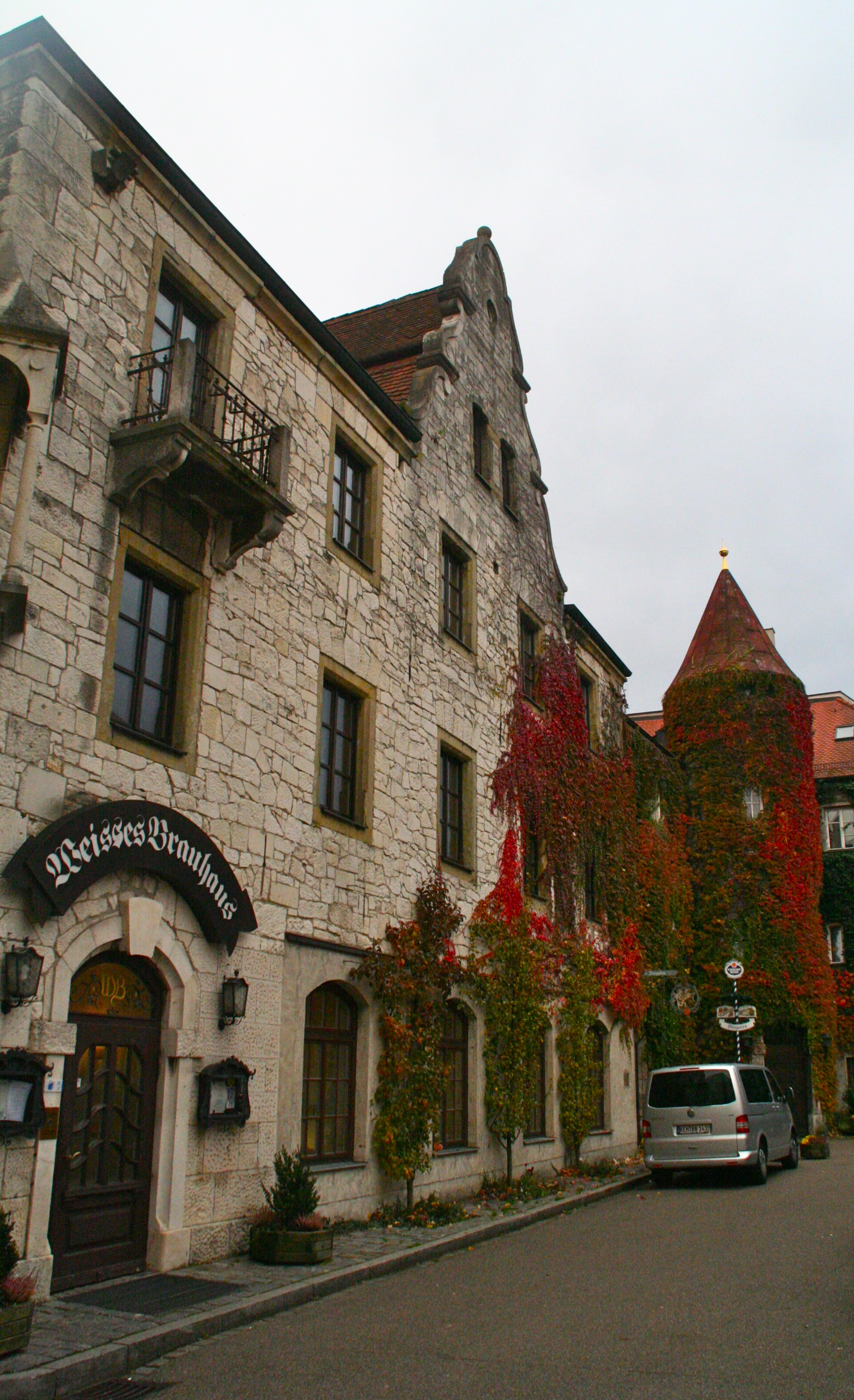
La antigua cervecera Schneider